# Błąd co do bezprawności czynu
Błąd co do bezprawności czynu – rodzaj błędu, którego przedmiotem jest ocena prawna czynu; w świadomości sprawcy błędnie odbija się, jak daną kwestię rozstrzyga porządek prawny.

## Postacie
- Błąd pierwotny – sprawca uświadamia sobie wszystkie elementy stanowiące znamiona typu czynu zabronionego; myli się tylko co do oceny tego stanu rzeczy przez prawo.
- Błąd wtórny – sprawca myli się co do znamion typu czynu zabronionego; pociąga to za sobą błąd co do oceny prawnej takiego czynu.

Błąd wtórny rozstrzygany jest przez konstrukcję błędu co do znamion typu czynu zabronionego.
Błąd pierwotny jest rozstrzygany na gruncie art. 30 k.k.

## Koncepcje teoretyczne błędu co do bezprawności

### Teoria ignorantia iuris nocet
Nieświadomość bezprawności czynu jest bez znaczenia dla kwestii odpowiedzialności karnej.

### Teoria zamiaru (Vorsatztheorie)
- Związana z psychologiczną teorią winy przyjmuje, że dla przyjęcia zamiaru konieczna jest świadomość bezprawności czynu.
- W razie braku świadomości bezprawności sprawca odpowiada za przestępstwo nieumyślne.
- Błąd co do bezprawności czynu traktuje tak samo jak błąd co do znamion typu czynu zabronionego.

### Teoria winy (Schuldtheorie)
- Teoria winy krańcowa: bez świadomości bezprawności czynu u sprawcy nigdy nie można przypisać mu winy.
- Teoria winy umiarkowana: warunkiem przypisania sprawcy winy jest rozpoznawalność bezprawności czynu, tzn. że można przypisać sprawcy winę w razie nieświadomości bezprawności czynu pod warunkiem, że bezprawność czynu była obiektywnie rozpoznawalna.

## Regulacja w polskim k.k. z 1997
Polski Kodeks karny z 1997 roku jest oparty na teorii winy umiarkowanej. Błąd co do bezprawności czynu może wystąpić tylko w postaci nieświadomości bezprawności czynu. Urojenie bezprawności czynu przez sprawcę jest nieistotne pod względem prawnym i czyn taki nie stanowi przestępstwa.
Usprawiedliwiony błąd co do bezprawności czynu zwykle ma miejsce w sytuacji:
- jeżeli sprawca otrzymał informację od kompetentnego organu władzy publicznej o legalności zamierzonego czynu,
- jeżeli czyn został popełniony przed opublikowaniem aktu prawnego albo gdy jego publikacja była (z przyczyn od niego niezależnych) niedostępna,
- jeżeli dotyczył przestępstwa mala prohibita (duże prawdopodobieństwo uznania, że będzie usprawiedliwiony).

Należy jednak podkreślić, że w każdym wypadku, kiedy sprawca powoła się na omawiany błąd, ocena jego zachowania należy do sądu i powinna być przeprowadzona z uwzględnieniem okoliczności konkretnego czynu.
Nierozwiązywalnym dogmatycznie problemem jest to, jak przypisać sprawcy umyślność czynu zabronionego (art. 9 § 1 kk) w sytuacji, gdy popełnia go on w nieświadomości jego bezprawności. Kodeks karny ze względów kryminalno-politycznych uznaje taki czyn za umyślny, mimo iż nie ma on umyślnego charakteru. W świetle tego faktu – skoro na gruncie Kodeksu Karnego istnieje rozróżnienie pomiędzy świadomością popełnienia konkretnego czynu w konkretnych, odpowiadających ustawowym znamionom, okolicznościach a świadomością jego bezprawności – uzasadnione wydaje się przyjmowanie, że zamiar dotyczy wszelkich ustawowo zdefiniowanych okoliczności faktycznych związanych z przestępstwem (obiektywnych, zjawiskowych), ale nie ich interpretacji prawnych, gdyż te ostatnie należą do sądu.